# 2000 GH82
2000 GH82 är en asteroid i huvudbältet som upptäcktes den 7 april 2000 av den kroatiska astronomen Korado Korlević vid Višnjan-observatoriet.
Den tillhör asteroidgruppen Eunomia.